# Књига о Милутину
Књига о Милутину је роман српског писца Данка Поповића који представља исповест шумадијског сељака, домаћина и војника Милутина Остојића, приповедана имагинарном саговорнику. Након првог издања 1985. године, роман је стекао култни статус, иако је оптужен за српски национализам. Књига је имала 40 издања, са укупним тиражом од 500.000 примерака. Удружење поштовалаца дела Данка Поповића је 2010-их пар пута предложило да се роман уврсти у обавезну лектиру у средњим школама, без одговора надлежних.
По мишљењу глумца Ненада Јездића, Милутин је истински незнани јунак, парадигма истинске љубави и патриотизма, а истовремено и пати за потенцијалима које село није доживело због ратова и свестан чињенице да народ који је доживео страдања као Срби у Првом светском рату не може добити рат.

## Радња
Главни лик Милутин приповеда из угла затвореника након Другог светског рата, оптуженог као „кулака”, описујући историју српског народа и Шумадије из угла трагичне судбине сопствене породице. Обухвата период од Сарајевског атентата до Другог светског рата.

## Адаптација
Аутор књиге је годину дана након првог издања, 1986. године, изразио жељу да се роман прилагоди за позориште, специфично предлажући Звездара театар и Бату Стојковића у главној улози. Иако се ти првобитни планови нису остварили, више 30 година касније, Звездара театар је 11. новембра 2021. године премијерно приказало монодраму Књига о Милутину — део први, у адаптацији Егона Савина, са Ненадом Јездићем у главној улози и музиком Боре Дугића. Представа је доживела велику популарност и редовно је приказивана пред распродатим позориштима.